# وایت آیلند شور (ماساچوست)
وایت آیلند شور (به انگلیسی: White Island Shores) یک منطقهٔ مسکونی در ایالات متحده آمریکا است که در شهرستان پلیموث، ماساچوست واقع شده‌است. وایت آیلند شور ۳٫۴ کیلومتر مربع مساحت و ۲٬۱۰۶ نفر جمعیت دارد و ۲۵ متر بالاتر از سطح دریا واقع شده‌است.